# Graciano
Flávio Graciano (em latim: Flavius Gratianus; Sirmio, 18 de abril ou 23 de maio de 359 — 25 de agosto de 383), mais tarde renomeado como Flávio Graciano Augusto (em latim: Flavius Gratianus Augustus) em decorrência de sua ascensão, foi um imperador romano do Ocidente de 375 a 383.
Em 378, com a morte de Valente no campo de Adrianópolis, Graciano passou a governar também o Império Romano do Oriente, que concedeu em 19 de janeiro de 379 a Teodósio I. Favoreceu claramente a religião cristã contra o paganismo, recusando os tradicionais atributos pagãos dos imperadores e tirando o Altar da Vitória do senado.

## Biografia
Era filho do imperador Valentiniano I e a primeira esposa deste, Marina Severa, nasceu na cidade de Sirmio (a atual Sremska Mitrovica, Sérvia), na então província romana da Panônia.
A 4 de agosto de 367, foi proclamado augusto pelo seu pai. À morte de Valentiniano (17 de novembro de 375), as tropas destacadas na Panônia proclamaram imperador o seu irmão pequeno Valentiniano, que então era apenas um bebê. Valentiniano era meio-irmão de Graciano, nascido de Justina, viúva de Magnéncio e segunda esposa de Valentiniano I.
Graciano aproveitou a oportunidade; reservou para si a administração das províncias galas, enquanto pôs as províncias da Itália, Ilíria e África Proconsular sob o comando de Valentiniano e a sua mãe, os quais estabeleceram a sua residência em Milão. A divisão, no entanto, era meramente nominal e a autoridade real ficou por completo nas mãos de Graciano.
O Império Romano do Oriente estava sob o domínio do seu tio Valente. Em maio de 378, Graciano derrotou completamente os lentenses, a tribo mais austral dos alamanos, na Batalha de Argentovária, perto da atual Colmar. Esse mesmo ano, Valente encontrou a morte na batalha de Adrianópolis a 9 de agosto. Anteriormente recusara aguardar por Graciano e pelo seu exército para combater juntos contra os godos; ao mesmo tempo, dois terços do exército romano oriental caíram também.
O governo do Império de Oriente ficou em poder de Graciano, mas, ao sentir-se incapaz de resistir as incursões dos bárbaros, propôs o general hispânico Flávio Teodósio o governo da parte oriental, sendo coroado imperador de Oriente a 19 de janeiro de 379. Graciano e Teodósio limparam então os Bálcãs de invasores bárbaros.
Durante alguns anos governou o império com sucesso e energia, mas caiu gradualmente na indolência, ocupando-se nomeadamente do prazer da persecução político-religiosa e tornando-se numa ferramenta nas mãos do general franco Merobaldo e o bispo de Milão, Ambrósio.
Ao tomar ao seu serviço um corpo de alanos e aparecer em público com a vestimenta própria de um guerreiro cita, Graciano despertou o desprezo e ressentimento das tropas romanas. Um general hispânico parente de Teodósio chamado Magno Clemente Máximo, conde da Britânia (comes britanniorum), aproveitando as suas vitórias na Britânia frente aos pictos, invadiu a Gália com um grande exército. Graciano, que aguardava fazer-lhe frente em Paris, foi atraiçoado pelas suas tropas após cinco dias de escaramuças e viu-se obrigado a fugir. Porém, foi atingido em Lugduno (atual Lyon); ali foi entregue pelo governador da cidade a Andragácio, um dos generais de Máximo, e assassinado a 25 de agosto de 383.

## Legado
Sob a influência de Ambrósio, Graciano proibiu as cerimônias pagãs em Roma; recusou levar o título de pontífice máximo (pontifex maximus) por o considerar incompatível com o seu cristianismo, segundo Zósimo. Retirou o Altar da Vitória do senado romano em Roma, apesar dos protestos dos membros pagãos do senado, e confiscou as suas rendas; proibiu as doações de propriedades às Vestais e aboliu outros privilégios que possuíam os sacerdotes e sacerdotisas pagãos. Estes movimentos encerraram um período de convivência relativamente pacífica que vinha desde os tempos de Juliano o Apóstata.
Graciano também publicou um decreto pelo qual todos os seus súditos deviam professar a fé dos bispos de Roma e de Alexandria (ou seja, a fé de Niceia). O movimento visava a poder acabar assim com o arianismo, mas também foram proibidas outras seitas dissidentes menores, tais como os macedônios.